# Philippe Di Francesco
Philippe Di Francesco é um matemático franco-estadunidense, que trabalha com física matemática, atualmente Morris and Gertrude Fine Distinguished Professor of Mathematics na Universidade de Illinois em Urbana-Champaign.
Foi palestrante convidado do Congresso Internacional de Matemáticos no Rio de Janeiro (2018: Integrable combinatorics).